# Aphodaulacus balachanicola
Aphodaulacus balachanicola är en skalbaggsart som beskrevs av Vladimir Balthasar 1973. Aphodaulacus balachanicola ingår i släktet Aphodaulacus och familjen Aphodiidae. Inga underarter finns listade i Catalogue of Life.